# سكايبوند إنترتنمنت
سكايبوند إنترتنمنت (بالإنجليزية: Skybound Entertainment)‏، هي شركة أمريكية لصناعة الوسائل الإعلامية، تأسست سنة 2010، واشتهرت بإصدار أقوى سلاسل الأفلام الأمريكية الموتى السائرون، سواء على المسلسلات التلفزيونية أو الكتب المصورة، ولكن وللمرة الأولى بعد حل شركة تلتيل جيمز سنة 2018، وذلك بعد إصدار الحلقة الأولى والثانية، يتولى سكايبوند إنترتنمنت تكملة الحلقة الثالثة والرابعة.